# Марбу
Марбу (перс. مربو) — село в Ірані, у дегестані Сомам, у бахші Ранкух, шагрестані Амлаш остану Ґілян. За даними перепису 2006 року, його населення становило 348 осіб, що проживали у складі 95 сімей.

## Клімат
Середня річна температура становить 9,45 °C, середня максимальна – 25,01 °C, а середня мінімальна – -7,46 °C. Середня річна кількість опадів – 386 мм.
| Клімат поселення                              | Клімат поселення | Клімат поселення | Клімат поселення | Клімат поселення | Клімат поселення | Клімат поселення | Клімат поселення | Клімат поселення | Клімат поселення | Клімат поселення | Клімат поселення | Клімат поселення | Клімат поселення |
| Показник                                      | Січ.             | Лют.             | Бер.             | Квіт.            | Трав.            | Черв.            | Лип.             | Серп.            | Вер.             | Жовт.            | Лист.            | Груд.            |                  |
| Середній максимум, °C                         | 3,97             | 4,58             | 7,19             | 13,59            | 18,65            | 22,97            | 25,01            | 24,97            | 21,74            | 17,91            | 11,41            | 5,96             |                  |
| Середня температура, °C                       | −1,75            | −1,14            | 1,46             | 7,86             | 12,92            | 17,26            | 19,98            | 19,94            | 16,68            | 12,88            | 6,37             | 0,93             |                  |
| Середній мінімум, °C                          | −7,46            | −6,86            | −4,26            | 2,16             | 7,21             | 11,54            | 14,92            | 14,89            | 11,65            | 7,84             | 1,34             | −4,12            |                  |
| Норма опадів, мм                              | 35               | 38               | 60               | 49               | 38               | 13               | 12               | 10               | 13               | 34               | 40               | 44               |                  |
| Середньомісячна швидкість вітру, м/с          | 1.90             | 2.48             | 2.68             | 2.88             | 2.46             | 2.22             | 2.15             | 1.97             | 1.87             | 1.87             | 2.23             | 1.90             |                  |
| Середньомісячна сонячна радіація, кДж/м²·день | 7555             | 10035            | 12618            | 16660            | 20656            | 23548            | 23664            | 20765            | 17560            | 12613            | 9288             | 7207             |                  |
| --------------------------------------------- | ---------------- | ---------------- | ---------------- | ---------------- | ---------------- | ---------------- | ---------------- | ---------------- | ---------------- | ---------------- | ---------------- | ---------------- | ---------------- |
| Джерело:                                      |                  |                  |                  |                  |                  |                  |                  |                  |                  |                  |                  |                  |                  |